# Горње Соње
Горње Соње (мкд. Горно Соње) су насеље у Северној Македонији, у северном делу државе. Горње Соње припадају општине Сопиште, која окупља јужна предграђа Града Скопља.

## Географија
Горње Соње су смештене у северном делу Северне Македоније. Од најближег већег града, Скопља, насеље је удаљено 15 km јужно.
Насеље Горње Соње је у оквиру историјске области Кршијак, која се обухвата долину Маркове реке, јужно од Скопског поља. Насеље је смештено на јужним висовима планине Водно. Ка југу се тло спушта у долину Маркове реке. Надморска висина насеља је приближно 730 метара.
Месна клима је планинска због знатне надморске висине.

## Становништво
Горње Соње су према последњем попису из 2002. године имале 219 становника.
Претежно становништво у насељу су етнички Македонци (95%), док су остало махом Срби.
Већинска вероисповест је православље.